# 日本文芸家クラブ
日本文芸家クラブ（にほんぶんげいかクラブ）は、日本の文筆家で構成される団体。1988年の日本作家クラブの分裂を経て、1991年に現在の団体名で発足。

## 概要
源流は野村胡堂の捕物作家クラブから発展した日本作家クラブ。「文壇党派的な一切を排除」「純文学至上主義」と一線を画すとして多くの大衆作家が集ったが、1988年に分裂。勝目梓、豊田行二らで1991年に日本文芸家クラブを発足させた。
入会には書籍1冊以上か短編3本以上を商業誌に掲載、もしくは電子書籍で10本以上発表。またイラストレーターも条件を満たせば（カバーイラスト1本以上、商業誌5冊以上の挿絵）入会が可能。
かつては日本文芸家クラブ大賞を設けていたが、2002年の第10回を最後に休止している。

## 歴代理事長
1. 豊田行二
2. 勝目梓 ※理事長代行
3. 南里征典
4. 志茂田景樹
5. 睦月影郎